# Marie Pascale Osterrieth
Marie Pascale Osterrieth eigentlich Marie Pascale Claire Xavier Osterrieth (* 15. Mai 1956 in Basoko, seit 1997 Demokratische Republik Kongo) ist eine belgisch-französische Filmproduzentin, Regisseurin, Drehbuchautorin und Kulturschaffende, die in Paris lebt.

## Leben und Karriere
Marie Pascale Osterrieth wurde als zweite Tochter von Paul Osterrieth (* 1927) und Odette Laloux (* 1922) in der ehemaligen Kolonie Belgisch-Kongo geboren. Sie hatte vier Geschwister und heiratete am 22. September 1990 in Paris Henri Pierre Marie Rabourdin (* 12. Juni 1955 in Versailles). Das Ehepaar hat zwei Kinder.
Osterrieth verbrachte ihre Kindheit in Lüttich und studierte Regie und filmische Realisation am „Institut national supérieur des Arts du Spectacle et des Techniques de Diffusion“ (INSAS) einer „Graduate School of Arts“ (Kunsthochschule) in Brüssel. Sie ist Filmproduzentin und -regisseurin und war Generalsekretärin der TF1 Film Production. Seit 2011 wird das Theaterstück Männer und andere Irrtümer von ihr und Michèle Bergier erfolgreich auf deutschen Theaterbühnen gespielt.
Neben ihrem Studium kreierte Marie Pascale Osterrieth bereits einige Bühnenbilder und Kostüme für Theateraufführungen oder Kurzfilme. Zu ihren ersten Filmproduktionen gehörte das belgische Filmdrama Le Grand Paysage d’Alexis Droeven, in dem Jean-Jacques Andrien Regie führte. Nach dem Studium zog Osterrieth nach Frankreich um und wurde bei der TF1 Films Production angestellt.
Im Mai 1997 gründete sie gemeinsam mit Michèle Bernier das maison de production Charlice in dem der Film Le Démon de midi entstand. Sie führte Regie in der Comedyshow Les Bodin’s und der Show Jean-Luc Lemoine.

## Filmografie (Auswahl)
Produktion
- 1981: Hopla! (Videoproduktion[6])
- 1981: Le Tango stupéfiant (Kurzfilm)
- 1981: Le Grand Paysage d’Alexis Droeven
- 1984: Mémoires
- 1986: Genesis (Indischer Film im Original in Hindi)
- 1988: Das Mittagsschläfchen (La méridienne)
- 1989: Sehnsucht nach Australien (Australia)
- 1991: Blanval
- 1992: Dingo
- 2000: Deuxième quinzaine de juillet
- 2000: Pique-nique (Kurzfilm, auch Drehbuch)
- 2012: Et pas une ride

Drehbuch und Regie
- 2005: Le Démon de midi
- 2006: Les Bodin’s (Fernsehshow)

Darstellerin
- 2002: Vivement dimanche (Fernsehserie, eine Episode, als sie selbst)
- 2008: Hard (Fernsehserie, Episode #1.1)